# Fenichelia porosa
Fenichelia porosa är en kvalsterart som först beskrevs av Sandór Mahunka 1985.  Fenichelia porosa ingår i släktet Fenichelia och familjen Micreremidae. Inga underarter finns listade i Catalogue of Life.